# Дух (филм из 1990)
Дух  (енгл. Ghost) је амерички филм из 1990. године који је режирао Џери Закер. Главне улоге играју: Патрик Свејзи, Деми Мур и Вупи Голдберг.

## Радња
Сем и Моли су били на изласку, када их је напао пљачкаш. Иако су сарађивали са њим, Сем је убијен. Сем умире, а уједно постаје и дух, који не може да комуницира са Моли. Он је невидљив, лута без циља, док не сретне једног духа у подземној жељезници, који му даје неколико савета.
Ускоро сем почиње да ступа у контакт са људима, али је успешан само када се ради о видовњакињи, остали људи не примећују мале знакове које може извести. Видовњакиња Ода Ме Браун углавном само глуми да говори са духовима, али што се тиче Сема другачија је ствар. Пошто нико не примећује Сема он ускоро сазнаје, да заправо није убијен у пљачки, него је убица био поткупљен, и то од стране његовог пријатеља и сарадника Карла, тј. он је жртва убиства са предумишљајем. А да ствар буде још деликатнија Карл жели да освоји његов партнер Моли. Сем одлучује да то спречи, и да убица и његов унајмитељ буду тужени због злодела.
Сем јако тешко успева да убеђује Моли, да је заиста он који жели контактирати с њом, Моли упорно одбија да прихвати видовњакињу.

## Улоге
| Глумац        | Улога        |
| ------------- | ------------ |
| Патрик Свејзи | Сем Вит      |
| Деми Мур      | Моли Џенсен  |
| Вупи Голдберг | Ода Ми Браун |
| Тони Голдвин  | Карл Брунер  |

## Награде
| Оскар за најбољу споредну глумицу (Вупи Голдберг)                                         | Да |
| Златни глобус за најбољу споредну глумицу у играном филму (Вупи Голдберг)                 | Да |
| Награда Сатурн за најбољу глумицу (филм) (Деми Мур)                                       | Да |
| Награда Сатурн за најбољу споредну женску улогу (филм) (Вупи Голдберг)                    | Да |
| Оскар за најбољи оригинални сценарио (Брус Џоел Рубин)                                    | Да |
| БАФТА награда за најбољу глумицу у споредној улози (Вупи Голдберг)                        | Да |
| Оскар за најбољи филм                                                                     | Не |
| Оскар за најбољу оригиналну музику (Морис Жар)                                            | Не |
| Оскар за најбољу монтажу (Волтер Марч)                                                    | Не |
| БАФТА награда за најбољу шминку (Бен Нај млађи)                                           | Не |
| БАФТА награда за најбољи оригинални сценарио (Брус Џоел Рубин)                            | Не |
| БАФТА награда за најбоље специјалне визуелне ефекте                                       | Не |
| Златни глобус за најбољи филм (комедија или мјузикл)                                      | Не |
| Златни глобус за најбољег глумца у играном филму (мјузикл или комедија) (Патрик Свејзи)   | Не |
| Златни глобус за најбољу главну глумицу у играном филму (мјузикл или комедија) (Деми Мур) | Не |

| Да | означава освојену награду |
| Не | означава номинацију       |